# Сос (Нагірний Карабах)

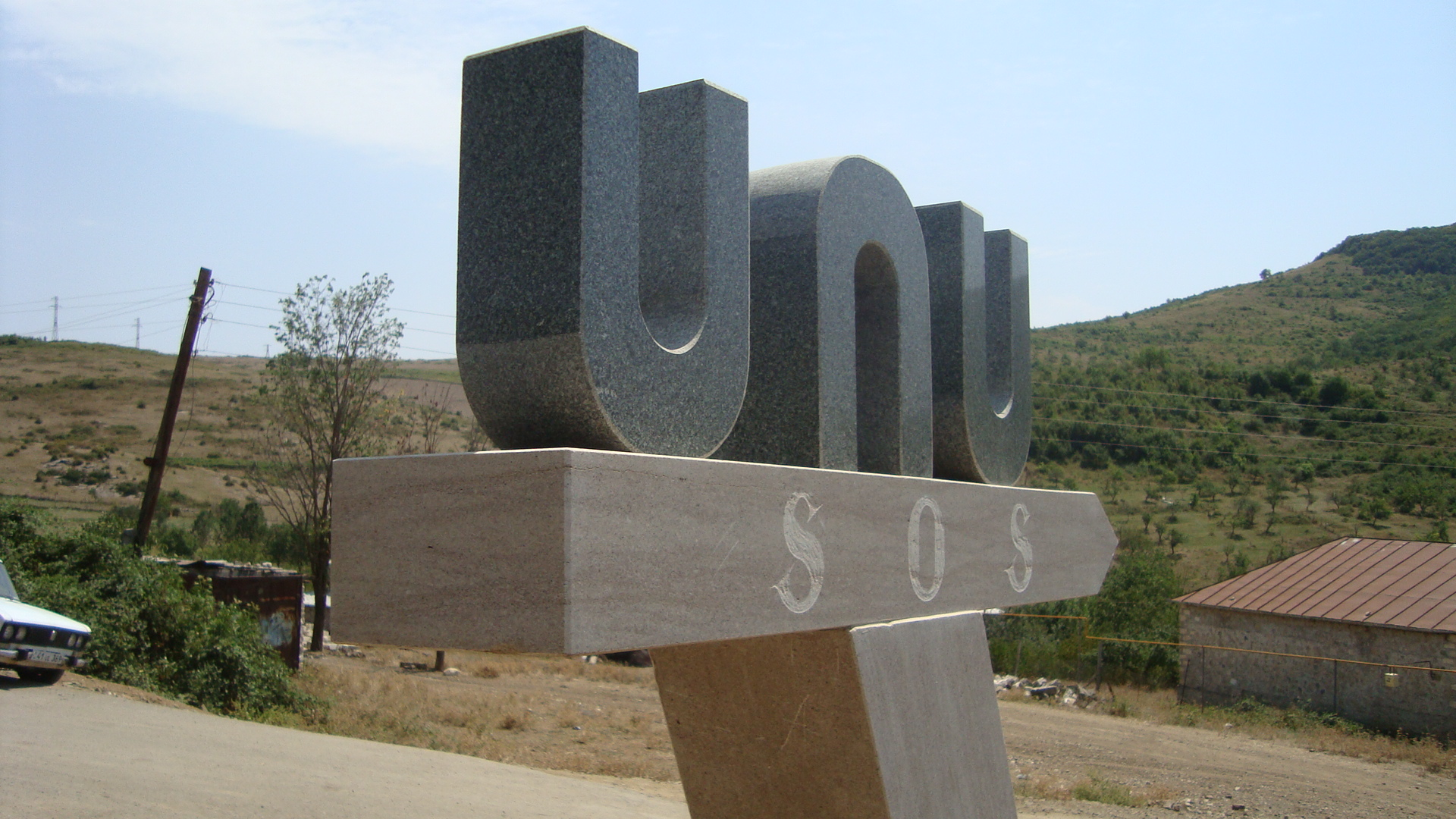
Дорожній вказівник на трасі Ходжавенд — Кирмизи Базар

Сос (азерб. Sos, вірм. Սոս) — село у Ходжавендському районі Азербайджанської Республіки. Село розташоване на трасі Ходжавенд — Кирмизи Базар, за 19 км на південний захід від міста Мартуні, за 3 км на південний захід від села Гузе Чартар, за 3 км на північний захід від села Мачкалашен та за 3 км на південний схід від села Карагундж.

## Пам'ятки

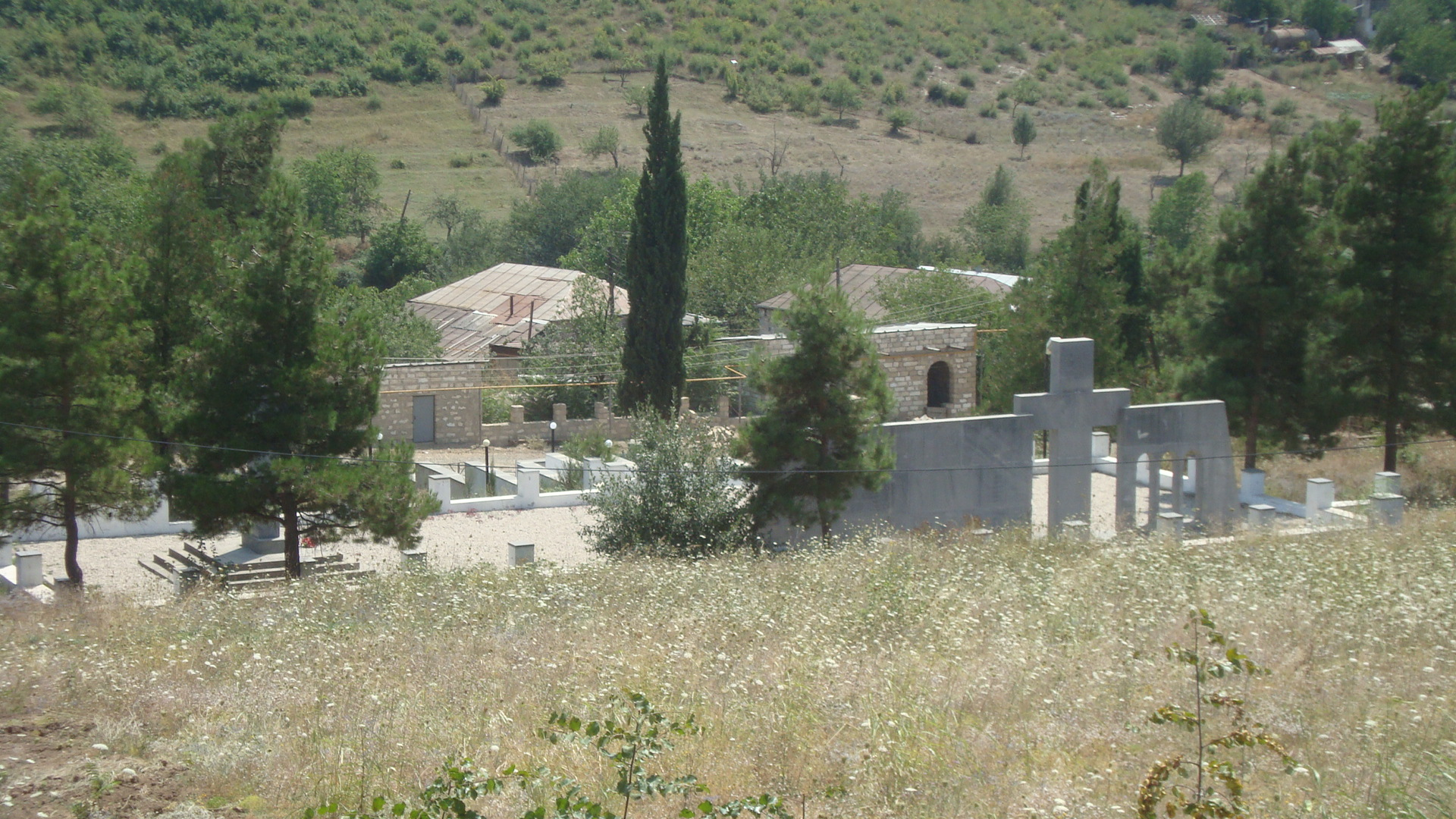
Пам'ятник загиблим в Карабаська війні

В селі розташована церква Святого Геворга 19 ст., джерело 19 ст. та святиня 18 ст.